# Championnat de Polynésie française de football
Le championnat de Polynésie française de football a été créé en 1948. La première division est appelée division fédérale.

## Palmarès[1]
- 1948 : AS Fei Pi (Papeete)
- 1949 : AS Fei Pi (Papeete)
- 1950 : AS Fei Pi (Papeete)
- 1951 : AS Fei Pi (Papeete)
- 1952 : AS Excelsior (Papeete)
- 1953 : AS Vénus (Mahina)
- 1954 : AS Jeunes Tahitiens (Papeete)
- 1955 : AS Central Sport (Papeete)
- 1956 : AS Excelsior (Papeete)
- 1957 : AS Excelsior (Papeete)
- 1958 : AS Central Sport (Papeete)
- 1959 : AS Excelsior (Papeete)
- 1960 : AS Excelsior (Papeete)
- 1961 : AS Jeunes Tahitiens (Papeete)
- 1962 : AS Central Sport (Papeete)
- 1963 : AS Central Sport (Papeete)
- 1964 : AS Central Sport (Papeete)
- 1965 : AS Central Sport (Papeete)
- 1966 : AS Central Sport (Papeete)
- 1967 : AS Central Sport (Papeete)
- 1968 : AS Fei Pi (Papeete)
- 1969 : AS Punaruu (Papeete)
- 1970 : AS Fei Pi (Papeete)
- 1971 : AS Fei Pi (Papeete)
- 1972 : AS Central Sport (Papeete)
- 1973 : AS Central Sport (Papeete)
- 1974 : AS Central Sport (Papeete)
- 1975 : AS Central Sport (Papeete)
- 1976 : AS Central Sport (Papeete)
- 1977 : AS Central Sport (Papeete)
- 1978 : AS Central Sport (Papeete)
- 1979 : AS Central Sport (Papeete)
- 1980 : JS Arue (Arue)
- 1981 : AS Central Sport (Papeete)
- 1982 : AS Central Sport (Papeete)
- 1983 : AS Central Sport (Papeete)
- 1984 : AS PTT (Papeete)
- 1985 : AS Central Sport (Papeete)
- 1986 : AS Excelsior (Papeete)
- 1987 : AS Jeunes Tahitiens (Papeete)
- 1988 : AS Excelsior (Papeete)
- 1989 : AS Pirae (Pirae)
- 1990 : AS Vénus (Mahina)
- 1991 : AS Pirae (Pirae)
- 1992 : AS Vénus (Mahina)
- 1993 : AS Pirae (Pirae)
- 1994 : AS Pirae (Pirae)
- 1995 : AS Vénus (Mahina)
- 1996 : AS Manu-Ura (Paea)
- 1997 : AS Vénus (Mahina)
- 1998 : AS Vénus (Mahina)
- 1999 : AS Vénus (Mahina)
- 2000 : AS Vénus (Mahina)
- 2001 : AS Pirae (Pirae)
- 2002 : AS Vénus (Mahina)
- 2003 : AS Pirae (Pirae)
- 2004 : AS Manu-Ura (Paea)
- 2005 : AS Tefana (Faa'a)
- 2006 : AS Pirae (Pirae)
- 2007 : AS Manu-Ura (Paea)
- 2008 : AS Manu-Ura (Paea)
- 2009 : AS Manu-Ura (Paea)
- 2010 : AS Tefana  (Faa'a)
- 2011 : AS Tefana  (Faa'a)
- 2012 : AS Dragon (Papeete)
- 2013 : AS Dragon (Papeete)
- 2014 : AS Pirae (Pirae)
- 2015 : AS Tefana  (Faa'a)
- 2016 : AS Tefana  (Faa'a)
- 2017 : AS Dragon (Papeete)
- 2018 : AS Central Sport (Papeete)
- 2019 : AS Vénus (Mahina)
- 2020 : AS Pirae (Pirae)
- 2021 : AS Pirae (Pirae)
- 2022 : AS Pirae (Pirae)
- 2023 : AS Tefana (Faa'a)
- 2024 : AS Pirae (Pirae)
- 2025 : AS Vénus (Mahina)

## Bilan
| Titres | Club                              | Ville        |
| ------ | --------------------------------- | ------------ |
| 20     | AS Central Sport                  | Papeete      |
| 12     | AS Pirae                          | Pirae        |
| 11     | AS Vénus                          | Mahina       |
| 7      | AS Excelsior AS Fei Pi            | Papeete      |
| 6      | AS Tefana                         | Faaa         |
| 5      | AS Manu-Ura                       | Paea         |
| 3      | AS Jeunes Tahitiens AS Dragon     | Papeete      |
| 1      | JS Arue AS PTT AS Tamarii Punaruu | Arue Papeete |